# Test muscolare
Con il termine test muscolare (a volte indicato più specificamente come test muscolare manuale – TMM) si intende una modalità manuale di valutazione della potenza di singoli muscoli o gruppi muscolari scheletrici.
Tale test è stato riorganizzato in epoca moderna a partire dagli anni 1940 attraverso il lavoro di ricerca e sperimentazione di due coniugi fisioterapisti statunitensi, Henry O. Kendall e Florence P. Kendall, ai quali si unì negli anni successivi Gladys L. Wadsworth.
Il fondamento del test muscolare è in sé semplice: si tratta di stabilire la maggiore o minore forza di un dato muscolo (o gruppo muscolare) scheletrico applicando un'apposita pressione sull'arto a cui quel muscolo fa capo. Tale semplicità da "tiro alla fune" viene però meno quando si considera la complessità e l'intrinseca sinergia delle centinaia di differenti muscoli che costituiscono il corpo umano. L'ideazione di test muscolari rivolti in maniera mirata a muscoli o gruppi muscolari specifici richiede quindi una notevole padronanza anatomica oltre che una buona dose di inventiva, e costituisce il nucleo del lavoro di riorganizzazione e sviluppo svolto dai coniugi Kendall nel secolo scorso.
Il test muscolare, che rileva quindi la potenza del muscolo e viene comunemente impiegato in chinesiologia e fisioterapia, non va confuso con il test muscolare chinesiologico, a volte indicato più semplicemente come test chinesiologico, che viene impiegato in chinesiologia, e che rileva invece la capacità di controllo manifestata dal sistema nervoso, tramite specifiche interazioni neuromuscolari. 